# Craniophora oda
Craniophora oda là một loài bướm đêm trong họ Noctuidae.